# Mauser BK-27
Masuer BK 27  (nem. BK - Bordkanone) je nemški 27 mm revolverski avtomatski top, ki se uporablja na letalih, helikopterjih in ladjah. Zasnoval ga je  Mauser (zdaj del Rheinmetalla) v 1960ih. Na ladjah se uporablja verzija MLG 27.

## Uporaba
- Panavia Tornado
- Dassault/Dornier Alpha Jet
- Saab JAS 39 Gripen
- Eurofighter Typhoon

Predlagan je bil tudi za ameriškega lovca F-22 Raptor, vendar so kasneje izbrali GAU-22/A.

## Specifikacije
- Tip: enocevni revolverski top
- Kaliber: 27 mm x 145
- Dolžina: 2,31 m
- Teža (skupna): 100 kg
- Hitrost streljanja: 1700 nabojev/minuto (+/- 100)
- Hitrost na ustju: 1100 m/s
- Kinetična energija projektila: ~157300 Joulov
- Teža projektila: 260 g